# Mohand al-Shehri

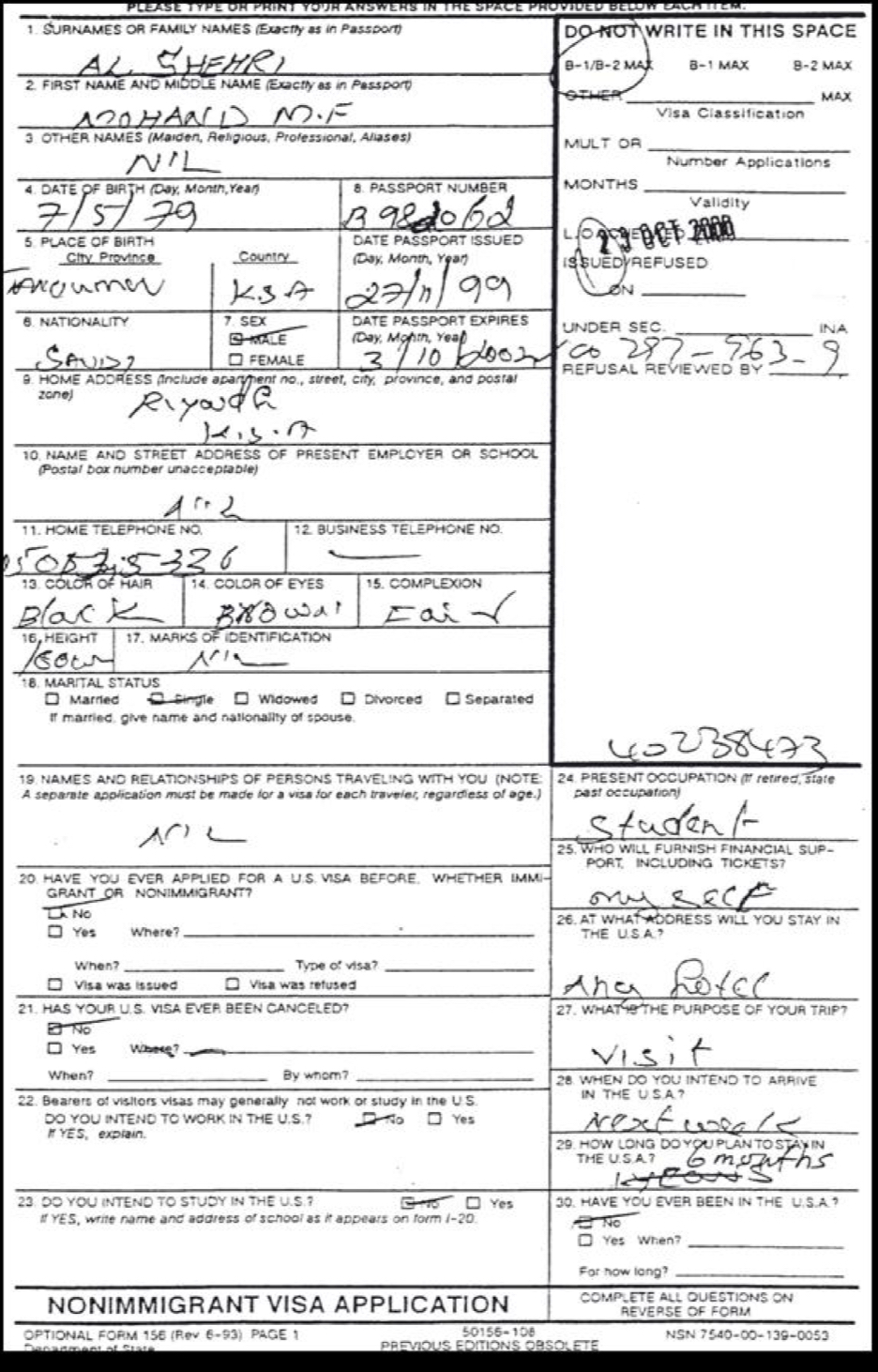
Sol·licitud de visat d'al-Shehri. Es pot veure clarament que està incompleta. Al requadre 24 al-Shehri afirma ser un estudiant.

Mohand al-Shehri —àrab: محمد عطا, Muhand ash-Shehrī— (Asir, Aràbia Saudita, 7 de maig de 1979 – Nova York, 11 de setembre de 2001) fou un dels pilots suïcides del vol 175 de United Airlines que l'11 de setembre de 2001 fou estavellat contra una de les torres bessones del World Trade Center a Nova York, Estats Units. Al-Shehri nasqué l'any 1979 a la província saudita d'Asir, una regió pobra que era el lloc de procedència de 4 altres terroristes dels atemptats. Al-Shehri feia viatges a la província d'al Qassim, on es troba el cor del moviment Wahhabi. Les seves freqüents visites a al Qassim provocaren un mal rendiment escolar. L'any 2000, deixà els estudis sense informar els seus pares per anar a lluitar contra el bàndol rus durant la Segona Guerra de Txetxènia. A aquest punt, la relació d'al-Shehri amb els seus pares estava ja totalment trencada, igual que la majoria dels terroristes dels atemptats entre els anys 1999 i 2000. Es creu que va visitar camps d'Al-Qaida a l'Afganistan, on fou entrenat i li van assignar la missió d'estavellar l'avió. El 23 d'octubre de l'any 2000 al-Shehri sol·licità un visat d'estudiant americà a l'ambaixada dels Estats Units a Riad, amb una durada de dos anys. La seva sol·licitud estava incompleta, per exemple, al-Shehri escrigué la seva ocupació com a estudiant, però posà l'adreça del seu centre educatiu simplement com a Riad, Aràbia Saudita. Al-Shehri no fou entrevistat, però de totes maneres rebé el visat, ja que només s'entrevistaven als que havien tingut una sol·licitud de visat anteriorment refusada. El mateix octubre de l'any 2000, al-Shehri i Hamza al-Ghamdi, un altre futur terrorista, volaren de l'Iran a Kuwait. El 28 de maig de 2001, Al-Shehri juntament amb al-Ghamdi i Ahmed al-Nami, futur pilot terrorista del vol 93 de United Airlines, arribaren a Miami en un vol des de Dubai. Els tres saudites foren admesos com a turistes durant sis mesos. El 2 de juliol al-Shehri adquirí un document d'identitat de l'estat de Florida. Al-Shehri suposadament entrenà en simuladors de vol. El dia 11 de setembre de 2001 abordà el vol 175 de United Airlines, un Boeing 767 que feia la ruta rudimentària de Boston a Los Angeles. Al-Shehri anava acompanyat de 4 terroristes més, liderats per Marwan al-Shehhi. L'avió sortí de Boston a les 08:14 i fou segrestat entre les 08:42 i 08:46. Els terroristes assassinaren els pilots i tiraren gas pebre per obligar els passatgers a retirar-se a la part posterior de l'aeronau. Els terroristes dirigiren l'avió cap a la ciutat de Nova York, on Marwan al-Shehhi l'estavellà contra la torre sud del World Trade Center a les 9:03.